# Gert Steegmans

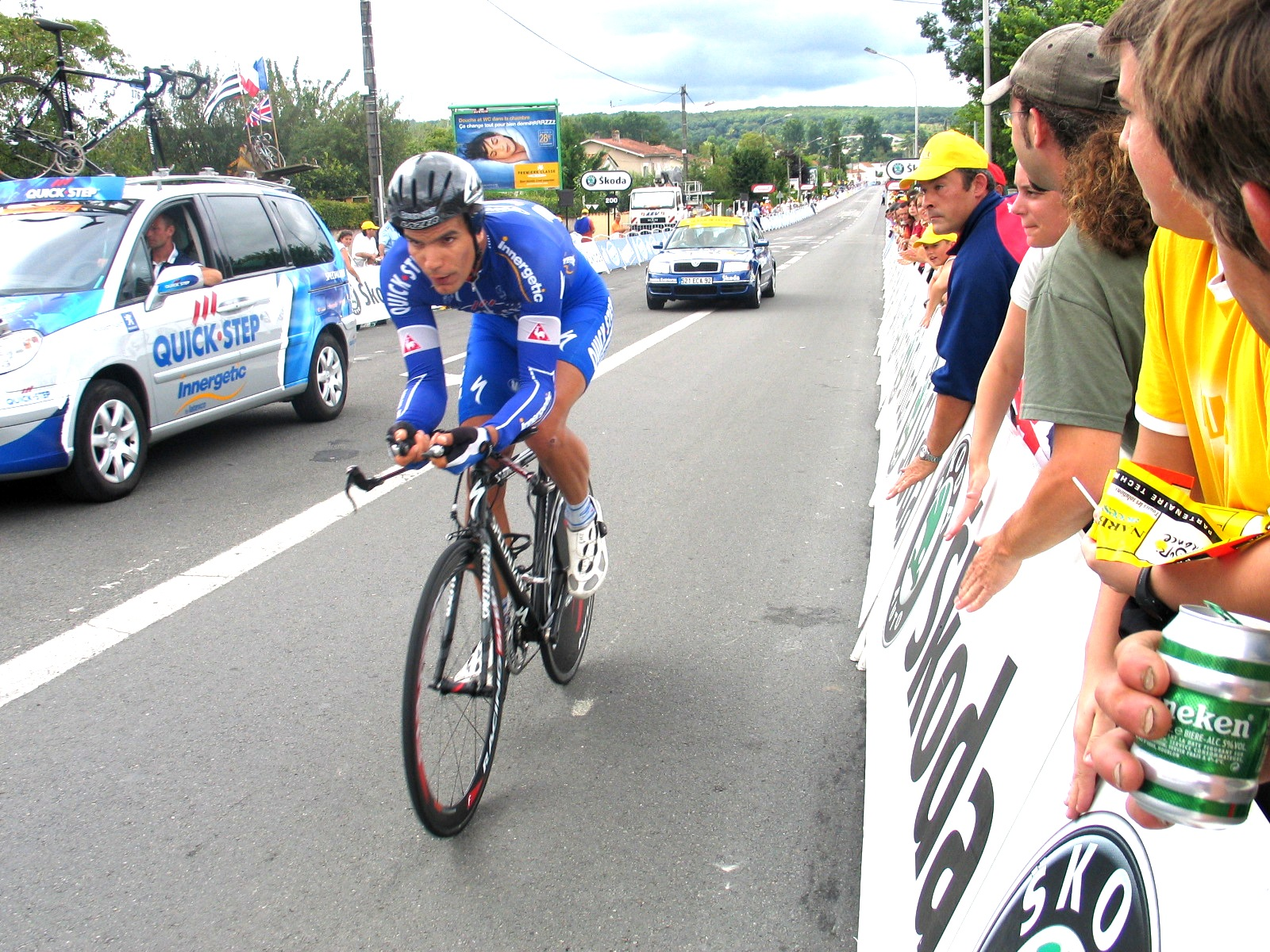
Gert Steegmans.

Gert Steegmans, né le 30 septembre 1980 à Hasselt, est un coureur cycliste belge, professionnel entre 2001 et 2015. Il a commencé sa carrière professionnelle en 2003 au sein de l'équipe belge Lotto-Domo. Il a notamment remporté deux étapes du Tour de France.

## Biographie

### Carrière professionnelle
Il acquiert sa première victoire majeure en 2007, année où il court dans l'équipe Quick Step-Innergetic. Lors de la 2e étape du Tour de France arrivant à Gand, où il est chargé d'emmener son leader Tom Boonen, il ne se relève pas, poursuit son effort et franchit la ligne devant Boonen. Il continue le Tour et permet à Tom Boonen de remporter le maillot vert du classement par points. Il revient en force quelques mois plus tard sur le Circuit franco-belge, où il remporte deux des quatre étapes, la 2e et la 4e. Il s'adjuge également le classement final de l'épreuve.
L'année 2008 commence bien pour lui, il est imbattable sur les sprints du Paris-Nice, ayant lieu dans des conditions pluvieuses. Il remporte les première et deuxième étapes, après avoir remporté la manche du Trofeo Calvia, au Challenge de Majorque, quelque temps auparavant.
Habitué de s'imposer sur au moins une étape des Quatre Jours de Dunkerque chaque année, il garde cette habitude et remporte la 2e étape.
En l'absence de Boonen, il est le sprinter de la Quick Step sur le Tour de France. Il échoue sur les arrivées massives jusqu'à la 21e et dernière étape, qu'il s'adjuge sur les Champs-Élysées.
En septembre, après avoir appris sa non-sélection pour les Mondiaux de Varèse, il termine deuxième de Paris-Bruxelles, lançant le sprint trop tôt, il est remonté par Robbie McEwen et résiste de justesse à Luca Paolini pour la seconde place du podium, après avoir tout de même enlevé le Mémorial Rik Van Steenbergen, auparavant.
Pour la saison 2009, il signe dans l'équipe Katusha. Il signe deux succès en Espagne en début de saison. Au printemps, il entre en conflit avec la direction de l'équipe en refusant de signer un amendement à son contrat stipulant qu'un coureur de l'équipe faisant l'objet d'un contrôle antidopage positif paierait l'équivalent de cinq fois son salaire annuel. Il est écarté de la sélection pour le Tour de France et ne peut pas participer au championnat de Belgique,
En 2010, il porte les couleurs de l'équipe américaine RadioShack, dirigée par Johan Bruyneel et emmenée notamment par le septuple vainqueur du Tour de France, Lance Armstrong.
En 2011, il retourne dans l'équipe belge Quick Step, et signe à nouveau une année supplémentaire pour 2012 au sein de son équipe devenue Omega Pharma-Quick Step. En 2014, il termine troisième des Trois Jours de La Panne. Au championnat de Belgique, il figure dans la bonne échappée, mais ce sont ses propres équipiers qui ramène le peloton et l'empêche de jouer la victoire. Il s'estime trahi à l'issue de la course remporté par un coureur de l'équipe rivale Lotto.
En 2015, il quitte l'équipe Omega Pharma-Quick Step et rejoint l'équipe américaine Trek Factory Racing où son rôle est celui d'un équipier. Il abandonne sur chute Gand-Wevelgem, puis est victime d'une lourde chute lors des Trois Jours de La Panne et se retrouve dans l'ambulance pour la deuxième fois en trois jours. Après une semaine de repos, il chute à nouveau lors de Paris-Roubaix. Le 16 juillet 2015, il annonce sa retraite avec effet immédiat, en partie en raison de ses blessures.
En 2020, il prend un nouveau tournant en créant avec sa compagne la société Kidsmart, spécialisée dans les jeux éducatifs pour enfants.

### Vie privée
Gert Steegmans vit actuellement avec une Française, Laura Leturgie, qui fut hôtesse protocolaire, sur le podium du Tour de France, de 2002 à 2010, avec qui il a un enfant, Maélya, née le 6 juin 2011.

## Palmarès sur route

### Palmarès amateur
| - 1996 - Champion de Belgique sur route débutants - 1997 - Sint-Martinusprijs Kontich - Flèche Plédranaise - 1998 - Champion de Belgique du contre-la-montre juniors - 2e et 3e étapes du Trophée des Provinces Françaises - 1999 - 2e du championnat de Belgique du contre-la-montre espoirs - 2001 - Bruxelles-Zepperen - Bruxelles-Opwijk - Circuit Het Volk espoirs - 2e du championnat de Belgique du contre-la-montre espoirs - 2e des Deux jours du Gaverstreek - 3e de la Course des chats - 3e de la Zuidkempense Pijl - 3e de la Côte picarde | - 2002 - Champion de Belgique du contre-la-montre espoirs - Zesbergenprijs Harelbeke - 5e étape du Tour du Limbourg amateurs - 3e et 5e étapes du Tour de la province de Namur - 2e de la Côte picarde - 2e du Circuit du Hainaut - 3e de Bruxelles-Zepperen - 3e du Grand Prix de la ville de Geel - 3e du Tour du Limbourg amateurs |  |

### Palmarès professionnel
| - 2003 - 2e du Grand Prix Raf Jonckheere - 2005 - 1re étape du Tour de Picardie - Prix national de clôture - 2006 - 3e et 4e étapes du Tour de l'Algarve - 3e étape des Quatre Jours de Dunkerque - 2e étape du Tour de Picardie - 5e étape du Tour de Belgique - Circuit franco-belge - 2e du Tour de l'Algarve - 3e du Grand Prix de l'Escaut - 2007 - 1re étape du Tour du Qatar - 1re étape du Tour de l'Algarve - 3e étape des Trois Jours de La Panne - 4e étape des Quatre Jours de Dunkerque - 2e étape du Tour de France - Tour de Rijke - Circuit franco-belge : - Classement général - 2e et 4e étapes - 3e du Grand Prix de l'Escaut | - 2008 - Trofeo Calvia - 1re et 2e étapes du Paris-Nice - 2e étape des Quatre Jours de Dunkerque - Batavus Prorace - Halle-Ingooigem - 21e étape du Tour de France - Mémorial Rik Van Steenbergen - 2e de Paris-Bruxelles - 3e du Trofeo Cala Millor - 2009 - Trofeo Mallorca - 2e étape du Tour d'Andalousie - 2010 - 3e de Paris-Tours - 2011 - Nokere Koerse - 2013 - 1re étape de Tirreno-Adriatico (contre-la-montre par équipes) - 2014 - 3e des Trois Jours de La Panne |  |

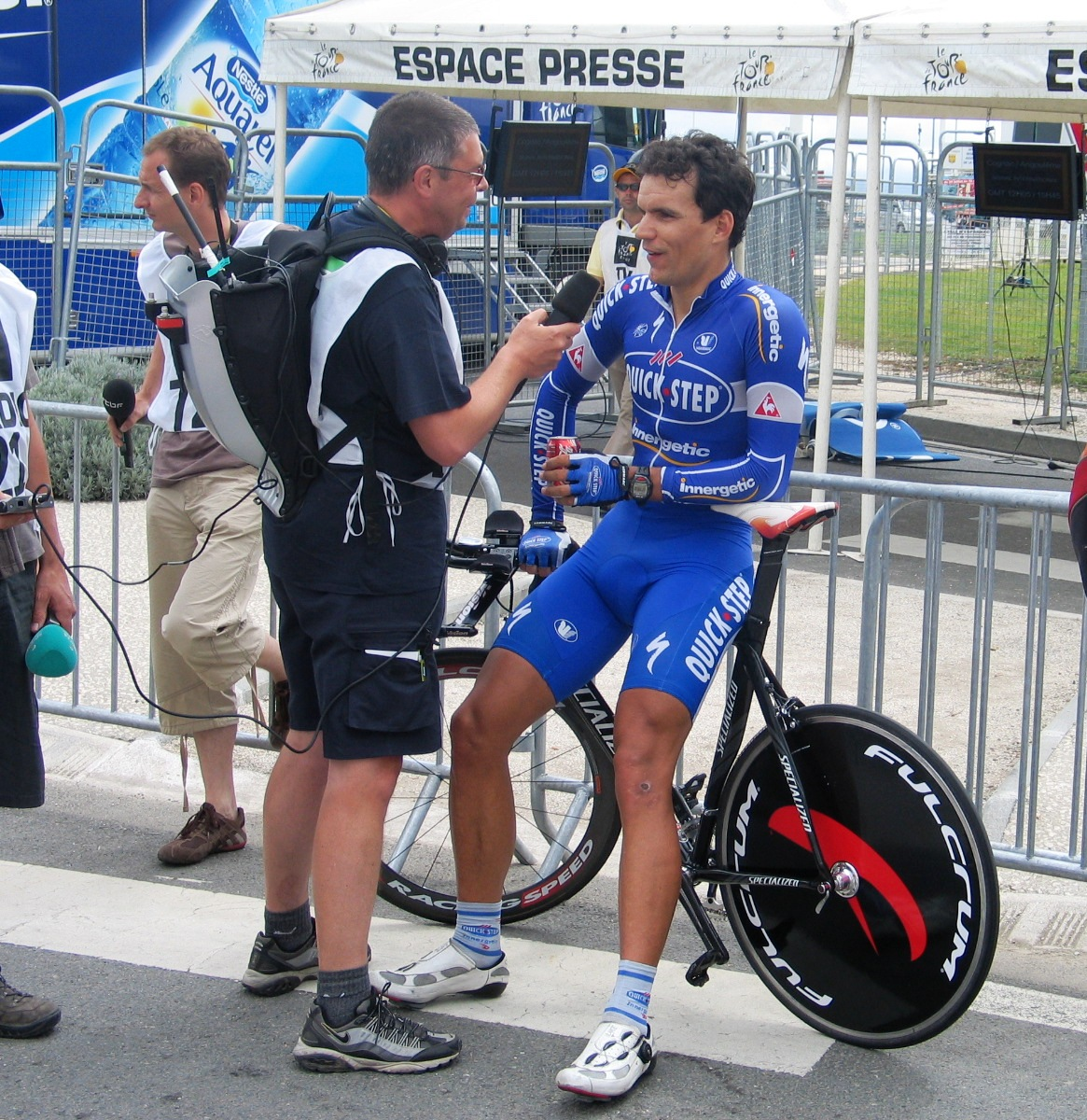
Steegmans

### Résultats sur les grands tours

#### Tour de France
5 participations
- 2006 : 137e
- 2007 : 138e, vainqueur de la 2e étape
- 2008 : 111e, vainqueur de la 21e étape
- 2011 : non-partant (13e étape)
- 2013 : 153e

#### Tour d'Italie
3 participations
- 2003 : abandon
- 2004 : 131e
- 2013 : non-partant (14e étape)

#### Tour d'Espagne
2 participations
- 2005 : 104e
- 2012 : 110e

### Classements mondiaux
| Année                  | 2007 | 2008 | 2009 | 2010 | 2011 | 2012 | 2013 | 2014 | 2015 |
| ---------------------- | ---- | ---- | ---- | ---- | ---- | ---- | ---- | ---- | ---- |
| Classement ProTour     | 94e  |      |      |      |      |      |      |      |      |
| Calendrier mondial UCI |      |      |      | 204e |      |      |      |      |      |
| UCI World Tour         |      |      |      |      | nc   | nc   | nc   | nc   | nc   |

## Palmarès sur piste

### Championnats de Belgique
- 1996
  -  Champion de Belgique de l'omnium débutants
  -  Champion de Belgique du 500m débutants
  -  Champion de Belgique de poursuite débutants
- 1997
  -  Champion de Belgique de l'omnium juniors
  -  Champion de Belgique de l'américaine juniors (avec Bart Van der Veken)
  -  Champion de Belgique du kilomètre juniors
  -  Champion de Belgique de la course aux points juniors

## Distinction
- Vélo de cristal du meilleur équipier : 2006